# 垫状耳霉
垫状耳霉（学名：Conidiobolus stromoideus）是属于虫霉目新月霉科耳霉属的一种真菌，腐生在土壤中腐烂的植物残体上。该种分布于中国、印度。